# SERPIND1
SERPIND1 (англ. Serpin family D member 1) – білок, який кодується однойменним геном, розташованим у людей на короткому плечі 22-ї хромосоми. Довжина поліпептидного ланцюга білка становить 499 амінокислот, а молекулярна маса — 57 071.
| 10         |  | 20         |  | 30         |  | 40         |  | 50         |
| ---------- |  | ---------- |  | ---------- |  | ---------- |  | ---------- |
| MKHSLNALLI |  | FLIITSAWGG |  | SKGPLDQLEK |  | GGETAQSADP |  | QWEQLNNKNL |
| SMPLLPADFH |  | KENTVTNDWI |  | PEGEEDDDYL |  | DLEKIFSEDD |  | DYIDIVDSLS |
| VSPTDSDVSA |  | GNILQLFHGK |  | SRIQRLNILN |  | AKFAFNLYRV |  | LKDQVNTFDN |
| IFIAPVGIST |  | AMGMISLGLK |  | GETHEQVHSI |  | LHFKDFVNAS |  | SKYEITTIHN |
| LFRKLTHRLF |  | RRNFGYTLRS |  | VNDLYIQKQF |  | PILLDFKTKV |  | REYYFAEAQI |
| ADFSDPAFIS |  | KTNNHIMKLT |  | KGLIKDALEN |  | IDPATQMMIL |  | NCIYFKGSWV |
| NKFPVEMTHN |  | HNFRLNEREV |  | VKVSMMQTKG |  | NFLAANDQEL |  | DCDILQLEYV |
| GGISMLIVVP |  | HKMSGMKTLE |  | AQLTPRVVER |  | WQKSMTNRTR |  | EVLLPKFKLE |
| KNYNLVESLK |  | LMGIRMLFDK |  | NGNMAGISDQ |  | RIAIDLFKHQ |  | GTITVNEEGT |
| QATTVTTVGF |  | MPLSTQVRFT |  | VDRPFLFLIY |  | EHRTSCLLFM |  | GRVANPSRS  |

A: Аланін

C: Цистеїн

D: Аспарагінова кислота

E: Глутамінова кислота

F: Фенілаланін

G: Гліцин

H: Гістидин

I: Ізолейцин

K: Лізин

L: Лейцин

M: Метіонін

N: Аспарагін

P: Пролін

Q: Глутамін

R: Аргінін

S: Серин

T: Треонін

V: Валін

W: Триптофан

Кодований геном білок за функціями належить до інгібіторів протеаз, інгібіторів серинових протеаз, світлочутливих білків. 
Задіяний у таких біологічних процесах як зсідання крові, гемостаз, хемотаксис, люмінесценція. 
Білок має сайт для зв'язування з молекулою гепарину.